# Marston Trussell
Marston Trussell is een civil parish in het bestuurlijke gebied Daventry, in het Engelse graafschap Northamptonshire met 157 inwoners.